# 쿠마로쿠!
쿠마로쿠!(クマロク!)은 NHK 구마모토 방송국에서 제작되어 방영되고 있는 저녁 뉴스 정보 프로그램이다.

## 방송 시간
- 월 ~ 금 저녁 6시 10분 ~ 7시(50분)